# Gottfried III. (Perche)
Gottfried III. († 1202 in Soissons) war ein Graf von Le Perche. Er war ein Sohn des Grafen Rotrou IV. († 1191) und der Mathilde von Blois.

## Leben
Gottfried war seit 1189 verheiratet mit Mathilde (Richenza) von Sachsen, eine Tochter des Herzogs Heinrich des Löwen. Die Braut war eine Enkelin des englischen Königs Heinrich II. und  Eleonore von Aquitanien und damit Nichte von Richard Löwenherz, wodurch Gottfried näher an die Plantagenets geführt werden sollte. Mathilde wurde dafür mit englischen Gütern als Mitgift ausgestattet.
Gottfried nahm am Dritten Kreuzzug teil, in dessen Verlauf sein Vater starb. Nach seiner Rückkehr unterstützte er Prinz Johann Ohneland bei dessen Revolte gegen den in Deutschland gefangenen Richard Löwenherz, wodurch er 1194 die seinem Vater verloren gegangenen Burgen von Moulins-la-Marche und Bonsmoulins zurückgewann. Nachdem Richard aus der Gefangenschaft freikam, verlor Gottfried alle englischen Besitzungen und wurde von Richard gefangen genommen. Aber schon im Herbst 1195 erhielt er Besitz und Freiheit zurück. Durch den Vertrag von Le Goulet (1200) bekam Gottfried von Johann Ohneland seinen Besitzstand bestätigt.
Gottfried nahm zusammen mit seinem jüngeren Bruder, Stephan, das Kreuz zum Vierten Kreuzzug. Er starb aber bevor der Kreuzzug begann.
Er hatte mit Mathilde zwei Söhne:
- Thomas (* um 1193; † 1217), Graf von Perche
- Theobald († um 1211), Diakon der Kathedrale von Tours

Seine Witwe wurde kurz nach seinem Tod auf Geheiß König Philipps II. mit dem Sire Enguerrand III. de Coucy verheiratet.

## Einzelnachweis
1. ↑  Gesta Regis Henrici Secundis et Gesta Regis Ricardi Benedicti abbatis. Hrsg.: William Stubbs, in: Rolls Series 49 (1867), Vol. 2, S. 73.

## Weblink
- Die Grafen von Le Perche (franz.)

| Vorgänger  | Amt                          | Nachfolger |
| ---------- | ---------------------------- | ---------- |
| Rotrou IV. | Graf von Le Perche 1191–1202 | Thomas     |

| Personendaten    | Personendaten      |
| ---------------- | ------------------ |
| NAME             | Gottfried III.     |
| KURZBESCHREIBUNG | Graf von Le Perche |
| GEBURTSDATUM     | 12. Jahrhundert    |
| STERBEDATUM      | 1202               |
| STERBEORT        | Soissons           |